# Brasão de armas do Território Britânico do Oceano Índico
O brasão de armas do Território Britânico do Oceano Índico foi concedido em 1990 no 25º aniversário do estabelecimento do Território.
As armas são compostas por um escudo que contém a bandeira do Reino Unido no quarto superior, uma palmeira e a Coroa de Santo Eduardo ao meio, com três linhas brancas onduladas simbólicas do oceano no quarto fundeiro. Os dois suportes são uma tartaruga-de-pente (esquerda) e uma tartaruga-verde (direita), que representam a vida selvagem local. O timbre é composto por uma coroa naval de prata da qual se ergue uma torre vermelha encimada por uma bandeira do território.
O lema, em Latim é In tutela nostra Limuria. Em Português é Lemúria está em nossa posse. Isto refere-se ao continente inexistente de Lemúria, pensando-se antigamente estar localizado no Oceano Índico.